# 豊能郡美化センター
豊能郡美化センター（とよのぐんびかセンター）は、大阪府豊能郡能勢町にあった清掃工場。豊能郡2町（能勢町、豊能町）で設立された豊能郡環境施設組合によって運営されていた。
国内最悪となる高濃度のダイオキシン類を排出して汚染を引き起こしたため、1997年に稼働を停止し、廃炉となった。この問題を受けて全国の小規模焼却炉が数多く廃止され、清掃工場の広域化が進むきっかけとなった。能勢町では農作物の風評被害が発生し、美化センター内の汚染物質と周囲の汚染土壌の処理が問題となった。土壌汚染処理に関する詳細は豊能町#ダイオキシン問題を参照。

## 概要
1988年に地権者と借地契約を結ぶ形で操業開始した。三井造船製の焼却炉で、1日当たりの焼却能力は50トン（16時間稼働/日）であった。総工費は11億6千万円。
1997年6月には排出ガスのダイオキシン濃度が厚生省の基準を大幅に超過していることが発覚したため、運転を休止した。基準値超過と測定日にダイオキシン濃度を減らす偽装工作をしていることが明らかになったきっかけは新聞のスクープであった。しかし、その後の調査で周囲の土壌が高濃度のダイオキシンに汚染されていることが発見され、国内最悪のダイオキシン汚染被害に発展した。当初は排煙が原因とみられていたが、1998年9月に発表された厚生省の調査結果によって、施設の屋上にある冷却塔から飛散した霧状の水蒸気や水滴が原因であることが判明した。汚染された土壌の濃度は排煙濃度と比べて極めて高いものであったが、汚染された冷却水を循環するうちにダイオキシンが濃縮されたためであった。
1999年6月には汚染された焼却炉の解体が開始された。施設内と周辺の汚染物はドラム缶に収納して施設内に保管され、最終本数は4659本にも及んだ。美化センターは借地契約を結んでいたため、2003年には敷地を所有する町民ら64人が豊能郡環境施設組合と能勢町、豊能町を相手に、ドラム缶を撤去する訴訟を大阪高裁に起こしている。そのうち1828本が現地で処理（光化学や高圧洗浄）されることとなり、残りの2831本は外部処理されることとなった。148本は2011年現在も未処理となっている。
その後、2016年7月になって、豊能町内で保管されていた汚染焼却灰などが、神戸市の許可を得ないまま、同市西区内の産業廃棄物最終処分場に持ち込まれ埋立処分されていたことが明らかとなり、神戸市は豊能郡環境施設組合に対し、抗議の上撤去を要請している。

## 沿革
- 1988年 - 操業開始
- 1997年6月 - ダイオキシン類の基準値超過発覚のため、運転休止
- 1999年6月 - 解体開始
- 2003年1月22日 - 美化センターの敷地を所有する町民ら64人が汚染物の入ったドラム缶の撤去を求め大阪地裁に提訴
- 2004年9月 - 上記裁判の和解が成立

## 所在地
- 大阪府豊能郡能勢町山内